# Ортаојуну (турска народна игра)
Игра на отвореном Ортаојуну (тур.. orta oyunu) је турска народна, позоришна представа са музиком и игром, чији су главни јунаци Кавуклу и 
Пишекар,а која се игра на отвореном простору без унапред утврђеног сценарија. Нагласак није на радњи, већ на самом извођењу представе која приказује исечке из реалног живота.

## Историја
Ова форма театра под називом Orta oyunu први пут се јавља почетком 19. века. Већина научника прихвата могућност да је оно настало из позоришта Карађоз. Ипак, свесни чињенице да прва појава овог назива не мора означавати и време њеног настанка они дају различита тумачења о њеном настанку, па и самом термин Orta oyunu, полазећи од сличности овог позоришта са италијанском формом comemedia dell' arte, улогом јеврејске заједнице која се крајем 15.века и почетком 16.века из Шпаније и Португала доселила у Османлијско царство, утицајем ромског језика и извођача, као и могућу везу са јаничарским редовима. Један од првих турских фолклориста Мехмед Фуат Копрулу, сматра да Игра на отвореном потиче из давнијих времена. Последњи облик који је ово позориште попримило, произашло је из његовог стапања са западним типом позоришта када је у своју концепцију уврстио позорницу и завесу, добивши нови назив Tuluat (театар импровизације)
Историјски извори, као и сачувани прикази на минијатурама, показују да је ово позориште постојало много раније,али под различитим називима.

## Одлике
У Игри на отвореном Ортаојуну се остварује живи контакт с публиком, испољава се велики значај мимике и гестикулације, дијалог није у првом плану, већ се може мењати у складу са реакцијом публике. Овај театар не преноси озбиљну поруку, није едукативног карактера, већ више представља комику и забаву. Игра на отвореном се одвија на кружном или елипсастом, ређе четвороугаоном пољу, оквирне величине 15 х 25 метара, травнате или земљане подлоге. Сцена се од гледалаца који је окружују одваја дрвеним кочицама који, заједно са разапетим конопцем, чине својствену ограду. Скицу "бине" први је направио мађарски турколог Игњац Кунош који је приликом истраживања сарађивао са једним од извођача. Простор за ову игру према највећем броју извора носи назив паланга, док има аутора који исти термин наводе и за само игру. На сцени веома оскудног декора налазе се два паравана са неколико крила. То су дућан и кућа у којима се одвијају два паралелна тока радње у готово свакој представи. насупрот сиромашној  сценографији, у овом театру су костими веома раскошни, разнобојни и богати. Делови представе су: пролог, епилог, дијалог, главна радња и епилог.

## Ликови
Главни ликови су Пишекар и Кавуклу.
Пишекар је пандан Хаџивата из позоришта сенки, с тим што је овде позитивнија личност и главни носилац радње. Он први излази на сцену уз музичку пратњу саза. Читава представа се базира на његовом уметничком умећу. На почетку он даје публици основне информације о представи. Пишекар је добронамеран и често игра улогу посредника међу ликовима. Стрпљиво саслуша невоље осталих, покушава да им помогне, да им нађе посао, и све што му се каже, макар било и злонамерно, он тумачи позитивно. Учен је и има велико животно искуство. Пишекар делује и као глумац, сценарист и писац. културан је; Говори дворским дијалектом и елитним језиком украшеним персијским речима. Удесној руци обавезно носи дрвену чегртаљку под називом шал-шак, пастал или пастав. Она му служи да управља сценом, најави нечији долазак, извођачима зада одређене дужности. Помоћу чегртаљке он и засмејава публику, упозорава све остале на промене темпа и користи је да означи одређене звукове као што су ломљење стакла, отварање врата, спуштање ћепенака на дућану и слично.
Кавуклу је лик који одговара Крађозу из позоришта сенки. На сцену долази после Пишекара и остаје до краја представе. Он је човек из народа Екстровертан је, наиван и углавном све што се каже погрешно разуме или се прави да не разуме. Једноставан је и помало груб. Стално тражи посао и непромишљен је, неодговоран, неодлучан и лењ. Неспретан је са покретима што изазива смех. Посебно комичне сцене су када му са главе спадне турбан (кавук) по којем и носи име. У говору користи смешне изразе, игру речима, служи се шалама, разним гестикулацијама, имитацијама и доскочицама и у томе је мајстор. Зато је најкомичнији лик у представи.
Остали ликови су: Жена, Денди, Кепец/Грбавац, Пијаница, Тузсуз, Силеџија, Денијо-Денило итд.У представи учествују црноморски, румелијски, јерменски, грчки, јеврејски, балама, арапски, персијски, албански пијанци, стражари, патуљци, муцавци, грбавци са својим акцентима и костимима. Ови типови се одмах препознају по прерушавању, понашању и говору; постаје јасно ко су по музици која се свира док улазе на сцену.
У Игри на отвореном мушкарци такође играју женске улоге. Зову се "Zenne" или у сленгу игре "Ganco". Жене не показују позитивне особине ни у једној представи.